# Łomianki Majowe
Łomianki Majowe - to osiedle w mieście Łomianki w województwie mazowieckim.
Według stanu na dzień 31 grudnia 2008 roku posiada powierzchnię 30,9 ha i 1027 mieszkańców.
Obszarem osiedla jest obszar ograniczony:
- od zachodu granicą osiedla Łomianki Centralne wzdłuż linii równoległej do ulicy Szkolnej biegnącej między ulicami: Szkolna i Malarska,
- od północy granicą osiedli Łomianki Pawłowo, Łomianki Baczyńskiego i Łomianki Prochownia wzdłuż ulicy Warszawskiej,
- od wschodu granicą osiedla Łomianki Prochownia wzdłuż linii równoległej do ulic: Leśna i 22 Września,
- od południa granicą osiedla Dąbrowa Leśna wzdłuż ulicy Kolejowej.

## Ważne miejsca
- Szkoła Podstawowa nr 1 im. M. Kownackiej,
- Filia Wydziału Komunikacji,
- Dwie filie Urzędu Miejskiego.

## Ulice osiedla
- Majowa
- 1 Maja
- 3 Maja
- 9 Maja
- 22 Września
- Krótka
- Przeskok
- Poprzeczna
- Ferrytowa
- Osiedlowa
- Janusza Kusocińskiego
- Szkolna
- Warszawska
- Kolejowa